# 诸葛恪
諸葛恪（203年—253年），字元遜，琅邪陽都（今山東沂南）人。三國時東吳重臣諸葛瑾之子，蜀漢丞相諸葛亮的侄子。為東吳的權臣。諸葛恪在吳官至太傅。孫權臨終，任之輔政大臣，輔助太子孫亮。孫亮即位後，諸葛恪獨攬軍政，初期籠絡民心，東興之戰勝利頗有眾望，但窮兵黷武、大舉進攻魏國，最終輕敵大敗而回；漸失民心未有反思，仍獨斷專權。最終遭到孫峻刺殺、夷滅三族，死時五十一歲。

## 生平

### 英才卓越
諸葛恪少有才思，辯論應機，莫與為對。及長，英才卓越、超逾倫匹，令孫權大為欣賞。222年，諸葛恪弱冠，拜為騎都尉，與顧譚、張休等隨侍太子孫登講論道藝，為太子賓友。後來又從中庶子轉任左輔都尉。
一次，孫權見到諸葛恪，問他：“你的父親（諸葛瑾）和你的叔父（諸葛亮）誰比較優秀？”諸葛恪應聲回答：“我的父親比較優秀。”孫權問他原因，諸葛恪說：“我父親知道侍奉誰為君主才對，而叔父不知，所以我父親比較優秀。”孫權聽罷大笑，便命諸葛恪依次給大家斟酒。
諸葛恪斟到張昭面前，張昭已幾分酒意，不肯再喝，對諸葛恪說：“這樣的勸酒，恐怕不符合尊敬老人的禮節。”孫權說：“你能否讓張公理屈詞窮，喝下這杯酒？”於是諸葛恪反駁張昭：“呂尚年九十，依然高舉白旄、手持兵器、指揮部隊作戰，還沒有告老退休。如今軍隊上的事，將軍您跟在後邊；聚會飲宴的事，將軍您總被請到前面，這還不夠尊敬老人？”張昭無話可說，只好飲酒。
後來蜀漢有使者到來，群臣集會。孫權對蜀漢使者說：“這個諸葛恪很喜歡騎馬，回去告訴諸葛丞相，為他的侄子選一匹好馬送來。”諸葛恪當即跪在孫權面前拜謝，孫權感到奇怪，問他：“馬還沒有到為何就當面稱謝呢？”諸葛恪說：“蜀漢就好像陛下在外面的馬廄，如今有了旨意，好馬就一定能送到，我如何敢不謝呢？”

### 才略博達
諸葛恪多次要求自己領兵平定丹陽山上的山越人；認為丹陽山勢險峻、民風果敢剛勁，以前雖也在那裡徵發過兵眾，但征的不過是邊緣縣分的平民，很少有深遠腹地的人。他想去把那裡的兵員全部調發出來，並說，只要三年，就可征得甲士四萬人。朝中官員議論紛紛，都認為丹陽地勢險阻，地形四通八達，那裡的百姓自製兵器，崇尚習武，出山就為強盜，朝廷出兵征討就躲回山中不見蹤影，自漢朝以來就無法管制，皆認為不太可能，連父親諸葛瑾亦認為不會成功，更說：「諸葛恪若不能令我家大為興盛，便會讓我家血流遍地。」
嘉禾三年（234年）八月，孫權提拔諸葛恪為撫越將軍，領丹陽太守。諸葛恪上任後，實行堅壁清野政策，成功逼山越人向朝廷投降；諸葛恪下令不得對投降的山越人懷疑或拘禁。臼陽長胡伉拘禁投降的惡霸周遺，諸葛恪以違令為由將胡伉處死，其餘未投降的山越人見此，確認朝廷並無加害意圖，相繼出降。孫權為嘉狀諸葛恪平定山越的功績，拜諸葛恪為威北將軍，封都鄉候。諸葛恪出兵襲擊舒縣，後來更計劃攻擊壽春，但因孫權認為不會成功受阻。

### 骄吝不至
赤烏六年（243年），魏將司馬懿欲攻諸葛恪，孫權想發兵接應，可望氣者說不利於出兵，於是讓諸葛恪移守柴桑（今江西九江市）。
赤烏八年（245年），諸葛恪得知丞相陸遜猜疑自己，便寫信給他（諸葛恪與陸遜書），講述不能聽信讒言而責備，應該互相配合，以大局為重。諸葛恪因為知道陸遜對此而有意見，故此稱讚他所說的道理。不久，陸遜去世，諸葛恪升為大將軍、假節，駐武昌，並代替陸遜領荊州事。

### 專權自度
後來孫權不適，見太子孫亮年幼，便命令諸葛恪兼任太子太傅，中書令孫弘兼任太子少傅。神鳳元年（252年），孫權病危，與眾人議論托孤後事，當時朝臣們都意在諸葛恪，孫峻亦認為諸葛恪的大器可以輔政，可輔助大事。但孫權嫌諸葛恪剛愎自用，不過孫峻認定當時朝中大臣都無人能與諸葛恪相比，孫權在其一直堅持之下，還是選擇諸葛恪，於是召集諸葛恪、孫弘、太常滕胤、蕩魏將軍呂據以及侍中孫峻處理身後事。第二天，孫權去世。孫弘平時與諸葛恪不和，害怕以後受制於他，便封鎖孫權去世的消息，想矯詔除掉他。諸葛恪聞知，誅殺孫弘，發佈孫權死訊，為之治喪。孫亮即位後，拜諸葛恪為太傅。諸葛恪為收取民心，廣施德政，取消監視官民情事的制度、罷免耳目之官、免掉拖欠的賦稅、取消關稅。每一舉措，都儘量給百姓實惠，民眾無不高興。諸葛恪每次外出，都有很多人引頸相望，想一睹其風采。

### 東興之戰
建興元年（252年）十月，曹魏大將軍司馬師欲因孫權病亡乘機攻吳。諸葛恪命人修築大堤，在兩山之間築城兩座，以防魏軍。同年十二月，司馬師命司馬昭為監軍，派王昶、毌丘儉誘敵，并各攻打攻南郡、武昌，胡遵、諸葛誕率步騎七萬，架浮橋攻東興（今安徽巢縣東南），欲毀壞大堤。諸葛恪親率領四萬援軍到東興。並命冠軍將軍丁奉與呂據、留贊、唐諮等作前鋒。丁奉親率三千人，兩日到達東興並佔據徐塘。因天降大雪，胡遵等人喝酒而毫無戒備。丁奉率本部人馬輕裝突襲魏軍營壘，呂據等部也相繼到達。吳鎮南將軍朱異，督水軍攻浮橋，魏軍不敵，見狀便驚恐慌而逃。因爭渡浮橋令其超載斷裂，落水者更互相踐踏，死者計有萬人。魏將韓綜、桓嘉先後遇溺，毌丘儉、王昶等見東興兵敗燒營而逃，諸葛恪於是取得東興之戰的勝利，繳獲大批物資。諸葛恪亦因功封陽都侯，加揚、荊州二州州牧，督中外諸軍事。據《建康實錄》，諸葛恪还因此功加丞相，後來张悌也曾对諸葛靚说“且我作兒童時，便為卿家丞相所拔”。但《三國志·齊王紀》《張嶷傳》等仍稱之為吳太傅。

### 剛愎自用
東興大勝後，諸葛恪開始輕敵。上一戰役十二月才結束，他已打算明年（253年）春季出兵伐魏。諸葛恪派遣司馬李衡為使赴蜀游說姜維共同出兵北伐。姜維見過來使後欣然接受諸葛恪的提議。然而，吳眾大臣認為士兵剛戰爭結束不久而身體勞損，一起勸諫諸葛恪，但不受。中散大夫蔣延固執爭論，被強扶離開。諸葛恪於是譔寫論諭：天下沒有兩個太陽，地上也沒有兩個皇帝。用戰國、曹操等趁勢做大，不禍及自己，但禍及後人的故事，來作為進攻魏國的原因。與其一直友好的丹陽太守聶友，也寫信勸諫道：“大行皇帝本有打算遏制東關之計，計卻沒有實行。現在你輔助大業，完成先帝之志，敵人遠方來送死，將士有賴憑借威德，獻身捨命，一旦有不同的戰功，豈非神靈社稷的保佑！現在讓兵養精蓄銳，觀察對方的間隙而動。今天乘著獲勝此勢，而打算大舉出兵，天時不允許。而打算有此意，我自己的心不安。”諸葛恪看後便回信：“足下雖然有箇中道理，然而未見大局的變數。這你應當知道這個道理。你若思考所說的言論，便可以開啓悟性。”於是諸葛恪違背眾人的意願，強引二十萬兵馬進發合肥，百姓騷動，漸失民心。

### 合肥新城之戰
攻魏途中，諸葛恪打算在淮南炫耀軍力，驅掠百姓。而眾將領為難地説：“現今引軍深入，戰場上的百姓一定會遠逃，恐怕士兵過度追趕疲勞，而成效少，不如只圍新城。新城被圍，必有人救，我們只要擊敗救兵便大獲全勝。”諸葛恪聽從此計，下令圍攻合肥新城。新城將失守，曹魏守將張特便以曹魏國法為理由，告知諸葛恪，能堅守一百天後就算投降也不會禍及家人，請求已圍攻新城九十多日的東吳軍再等幾天，更送上官印當作誠意。諸葛恪信以為真停止攻城。張特趁機修復圍牆繼續抵禦，對吳軍説：“我只有戰鬥而死了！”諸葛恪大怒，猛烈進攻，但不能破。盛夏暑熱吳軍爆發疾病，很多將士病倒，將領報告諸葛恪，諸葛恪認為是詐報，打算斬殺詐報者，士兵不敢説。後來曹魏知吳軍疲憊而陸續趕至，諸葛恪才於七月撤軍。撤退路上，吳兵因傷病潰不成軍，遭文欽追擊而大敗，被斬萬餘人。但諸葛恪對於當前劣勢仍然安然自若，更想在尋陽屯田，只因朝廷屢詔諸葛恪回軍，才逼他撤返建業，怨聲載道。

### 步朝伏刺
諸葛恪回朝召中書令孫嘿叱責他屢寫詔命、召他回軍。孫默不安，回家不出。諸葛恪又將他出征以後選曹所選任的官員都罷免重選，常責備官員，意圖重新立威。另改親信為自近衞，下令整兵，打算出兵青、徐地區。
孫峻見諸葛恪民心漸失，中傷諸葛恪打算發動政變。晉見吳主當天早上，諸葛恪煩躁不安，盥洗的水與衣服都感覺有臭味，深感惆悵不悅。整裝完畢離開時，狗咬他的衣服，諸葛恪説：“狗不想我去嗎？”諸葛恪坐回座位，過一會兒又起來要走出門，但狗又咬他的衣服。諸葛恪令隨從把狗趕走，於是登車走。
孫亮與孫峻伏兵設宴。散騎常侍張約及朱恩私下給寫字條警告。諸葛恪門前看到滕胤藉口腹疼，但滕胤不知情勸諸葛恪參加，諸葛恪於是帶劍入席，剑履上殿。最終孫峻伺機命令伏兵殺死諸葛恪並梟首示眾，誅滅其三族，時年五十一歲。
早有童謠：“諸葛恪，蘆葦單衣篾鉤落，於何相求成子閤。”成子閤反語是石子岡，石子岡是埋葬死人的地方，鉤落就是皮帶的飾物，民間稱為“鉤絡帶”。諸葛恪果然被葦席裹身，竹篾當鉤鉤在腰間，拋屍在石子岡。臨淮人臧均上表，稱孫峻誅殺諸葛恪是超越西漢刘章、劉興居誅諸呂之事的義舉，諸葛恪之死大快人心、諸葛恪父子懸首示眾遭人唾罵，但請求如項羽、韓信故事收葬諸葛恪。孫亮、孫峻聽從，吩咐下屬找諸葛恪屍體安葬。
吳景帝孫休誅滅孫峻的權力繼承人孫綝後，為被孫峻、孫綝加害的諸葛恪等人平反、改葬和祭奠。朝臣建議為諸葛恪立碑紀念功勳，博士盛冲不同意，認為諸葛恪勞而無功是無能，身為托孤大臣被豎子所殺是無智，孫休同意不立碑。

## 人物
- 诸葛恪身长七尺六寸（吴一尺为24厘米，約182.4cm），须眉少，折頞广额，大口高声。

- 诸葛恪年轻的时候就很有名气，才思敏捷，辩论起来随机应变，没有人能在口舌之爭上贏他。也因此有相当多有趣的逸闻，经常和孙权一唱一和，孙权亦称其为“蓝田生玉”

- 另一方面，诸葛恪做事急躁且好大喜功，对同僚刚愎自矜，以至于父亲、张承、陆逊等人都認為他無法擔下國事重任。孙权也因此不欲任用他为辅佐大臣。

## 軼事
父親諸葛瑾的臉型長，一次孫權大會群臣，就命人拖了一隻驢子進來，並寫上「諸葛子瑜」（其表字），和諸葛瑾開個玩笑。諸葛恪見此立刻要求在題字上加兩字，變成「諸葛子瑜之驢」。孫權於是將驢子賜給諸葛恪。
諸葛恪向孫權進獻良馬時，先在馬耳上作記號。范慎見到後，取笑諸葛恪說：“馬雖然是牲畜，但也是上天賦予的性命，如今你損傷它的耳朵，難道不是有違仁嗎？”於是諸葛恪反駁：「母親對女兒疼愛有加，還為女兒打耳洞戴耳珠，這怎會是違背仁愛？」
又一次孫權與蜀漢使者費禕吃喝時拿著麥餅，便作《麥賦》喝彩，而諸葛恪也作《磨賦》助興。

## 家庭

### 父親
- 諸葛瑾

### 兄弟
- 諸葛喬，二弟，過繼給叔父諸葛亮，年少時同諸葛恪出名，當時的人認為諸葛恪雖然在才能上超越諸葛喬，反而在品性上不及諸葛喬。[13]
- 諸葛融，三弟

### 堂兄弟
- 諸葛瞻

### 姊妹
- 諸葛氏，嫁張承

### 子女
- 诸葛绰，諸葛恪長子，騎都尉，因與魯王孫霸交往，被諸葛恪以毒酒殺害。
- 诸葛竦，長水校尉，在諸葛恪死後被孫峻手下劉承在白都誅殺。
- 诸葛建，步兵校尉，在諸葛恪死後與母親渡江逃往魏國的途中被誅殺。

## 評價
- 陳壽：諸葛恪才氣幹略，邦人所稱，然驕且吝，周公無觀，況在於恪？矜己陵人，能無敗乎！若躬行所與陸遜及弟融之書，則悔吝不至，何尤禍之有哉？
- 胡綜：英才卓越，超逾倫匹，則諸葛恪。
  - 羊衜聽後反駁：元遜才而疏。
- 孫登：諸葛恪才略博達，器任佐時。
- 孫休：盛夏出軍，士卒傷損，無尺寸之功，不可謂能；受託孤之任，死於豎子之手，不可謂智。
- 孫權：藍田生玉，真不虛也。
- 諸葛亮：恪性疏，今使典主糧谷，糧穀軍之要最，僕雖在遠，竊用不安。
- 諸葛瑾：恪不大興吾家，將大赤吾族也。也另外提到“...恪父瑾常以為戚，曰：「非保家之主也。」”[14]
- 陆逊：今观君气陵其上，意蔑乎下，非安德之基也。
- 张承：终败诸葛氏者，元逊也。
- 张嶷：离少主，履敌庭，恐非良计长算之术也。
- 张缉：光祿大夫張緝言於師曰：「恪雖克捷，見誅不久。」師曰：「何故？」緝曰：「威震其主，功蓋一國，求不得死乎！」[14]
- 邓艾：新秉国政，而内无其主，不念抚恤上下以立根基，竞于外事，虐用其民，番国之众，顿于坚城，死者数万，载祸而归，此恪获罪之时也。
- 孫盛：恪與胤親厚，約等疏，非常大事，勢應示胤，共謀安危。然恪性強梁，加素侮峻，自不信，故入，豈胤微勸，便為之冒禍乎？
- 臧均：恪素性剛愎，矜己陵人，不能敬守神器，穆靜邦內，興功暴師，未期三出，虛耗士民，空竭府藏，專擅國憲，廢易由意，假刑劫眾，大小屏息。
- 《江表傳》：恪少有才名，發藻岐嶷，辯論應機，莫與為對。

## 動漫
- 《火鳳燎原》（陳某）、火鳳燎原外傳小說《伯符》（王貽興）: 尚未登場，僅於外傳小說中交代孫權死後曾調停大臣之間爭執。

## 延伸阅读
[在维基数据编辑]
 在维基文库阅读此作者作品（ 在维基共享资源阅览影像）
 《三國志·卷64》，出自陳壽《三國志》
| 官衔          | 官衔                   | 官衔        |
| ------------- | ---------------------- | ----------- |
| 前任： 諸葛瑾 | 孫吳太傅 252年—253年   | 繼任： 陆凯 |
| 前任： 諸葛瑾 | 孫吳大將軍 245年—253年 | 繼任： 孫峻 |
| 前任： 朱據   | 孫吳宰輔 245年—253年   | 繼任： 孫峻 |